# Catalão
Catalão je město v Brazílii, ve státu Goiás. Město má 74 400 obyvatel (údaj z roku 2007) a rozkládá se na 3 777 km².

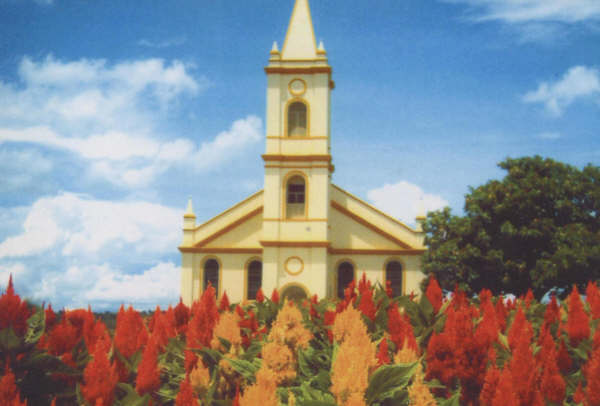
Kostel Dom Bosco